# Einhorn-Brunner-reactie
De Einhorn-Brunner-reactie (ook aangeduid als de Einhorn-Brunner-triazoolsynthese) is een organische reactie waarbij een imide en een alkylhydrazine reageren tot een isomerische mengsel van 1,2,4-triazolen:
De reactie werd vernoemd naar de Duitse scheikundigen Alfred Einhorn en Karl Brunner.